# Hydrorhoa striolata
Hydrorhoa striolata is een vliesvleugelig insect uit de familie Eucharitidae. De wetenschappelijke naam is voor het eerst geldig gepubliceerd in 1953 door Risbec.